# Waldburg-Wurzach
Waldburg-Wurzach là một Bá quốc và sau được nâng lên Thân vương quốc trong Đế quốc La Mã Thần thánh, được cai trị bởi Nhà Waldburg, nằm ở biên giới phía Đông Nam của Baden-Württemberg, Đức hiện nay, nằm xung quanh Wurzach (cách Bad Waldsee khoảng 15 km (9 dặm) về phía Tây). Waldburg-Wurzach là một phân vùng của Thân vương quốc Waldburg-Zeil. Waldburg-Wurzach là một bá quốc trước năm 1803, khi nó được nâng lên thành thân vương quốc ngay trước khi được sáp nhập vào Vương quốc Württemberg vào năm 1806 theo các đề án của Hòa giải Đức.

## Những nhà cai trị Waldburg-Wurzach

### Bá tước xứ Waldburg-Wurzach (1674-1803)
- Sebastian Wunibald (1674–1700)
- Ernest James (1700–34)
- Francis Ernest (1734–81)
- Eberhard I (1781–1803)

### Thân vương xứ Waldburg-Wurzach (1803-1806)
- Eberhard I (1803–06)